# Beattyville
Beattyville é uma cidade localizada no estado americano de Kentucky, no Condado de Lee.

## Demografia
Segundo o censo americano de 2000, a sua população era de 1193 habitantes. 
Em 2006, foi estimada uma população de 1143, um decréscimo de 50 (-4.2%).

## Geografia
De acordo com o United States Census Bureau tem uma área de 
5,2 km², dos quais 5,2 km² cobertos por terra e 0,0 km² cobertos por água. Beattyville localiza-se a aproximadamente 203 m acima do nível do mar.

## Localidades na vizinhança
O diagrama seguinte representa as localidades num raio de 32 km ao redor de Beattyville. 